# 브뤼셀 프레메트로

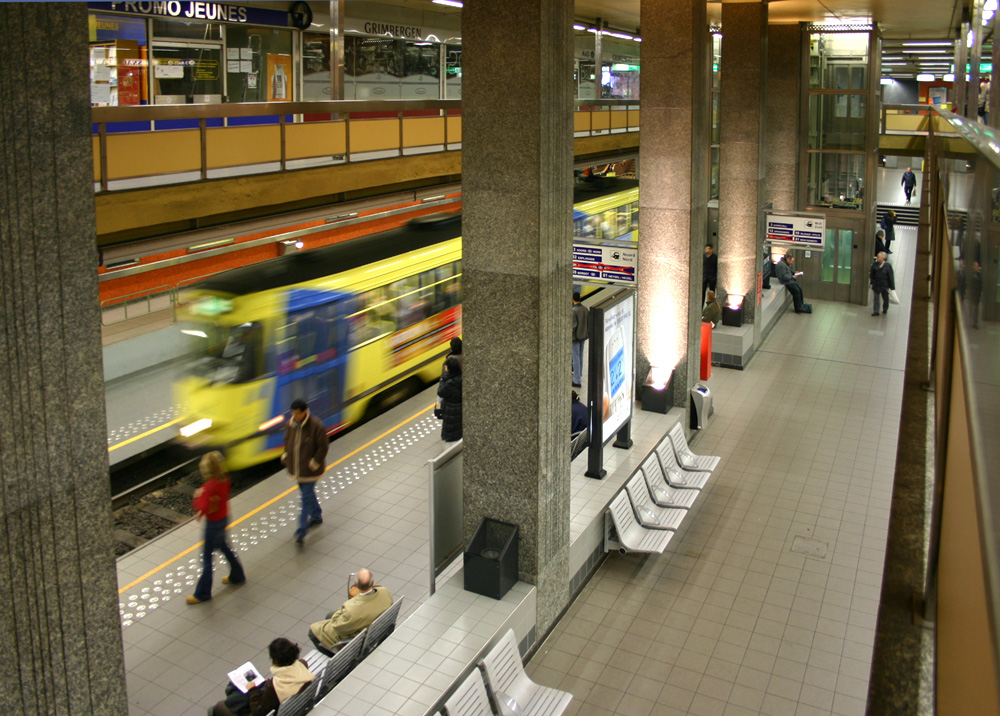
드브루케레 역

브뤼셀 메트로 노선도

브뤼셀 프레메트로(프랑스어: Prémétro de Bruxelles, 네덜란드어: Brusselse premetro)은 벨기에 브뤼셀 시내를 달리는 프레메트로이다.